# Deep Space
Deep Space este un film de groază științifico-fantastic din 1988 regizat de Fred Olen Ray. Filmul prezintă povestea unui monstru care terorizează un oraș din Statele Unite și a unui detectiv care trebuie să-l oprească.

## Povestea
Armata Statelor Unite pierde controlul asupra unui satelit secret, pe care se află o armă biologică. După prăbușire, arma scapă într-un mic oraș din vestul Statele Unite ale Americii și începe să terorizeze populația. Locotenentului de poliție McLemore îi revine sarcina să oprească monstrul înainte de a ucide mai mulți oameni și să scape prin împrejurimi. 

## Distribuție
- Charles Napier este Det. Ian McLemore
- Ann Turkel este Carla Sandbourn
- Bo Svenson este Cpt. Robertson
- Ron Glass este Jerry Merris
- Julie Newmar este Elaine Wentworth
- James Booth este Dr. Forsyth
- Norman Burton este Gen. Randolph
- Jesse Dabson este Jason

## Critica
Momentan filmul are nota 4.1 pe IMDb.